# Joan Segarra
Joan Segarra Iracheta (Barcelona, 1927. november 15. – Taradell, 2008. szeptember 3.) spanyol válogatott labdarúgó, edző.
A spanyol válogatott tagjaként részt vett az 1962-es világbajnokságon.

## Sikerei, díjai
Barcelona
- Vásárvárosok kupája (2): 1955–58, 1958–60
- Latin kupa (1): 1952
- Spanyol bajnok (4): 1951–52, 1952–53, 1958–59, 1959–60
- Spanyol kupa (6): 1950–51, 1951–52, 1952–53, 1956–57, 1958–59, 1962–63